# Sárvíz (patak)
A Sárvíz Vas vármegyében, Sárfimizdónál eredő patak. Vas vármegyében ezen kívül még Gersekarátot, Petőmihályfát, Hegyhátszentpétert Győrvárt érinti, ahol belefolyik egyik jelentős mellékpatakja, a Verna. Ezután Zala vármegyében folyik tovább. Gősfa, Egervár és Vasboldogasszony után, ahol a patak a két település határa, Zalaszentlőrincet és Zalaszentivánt érintve a Zalába torkollik.